# Pasarelă

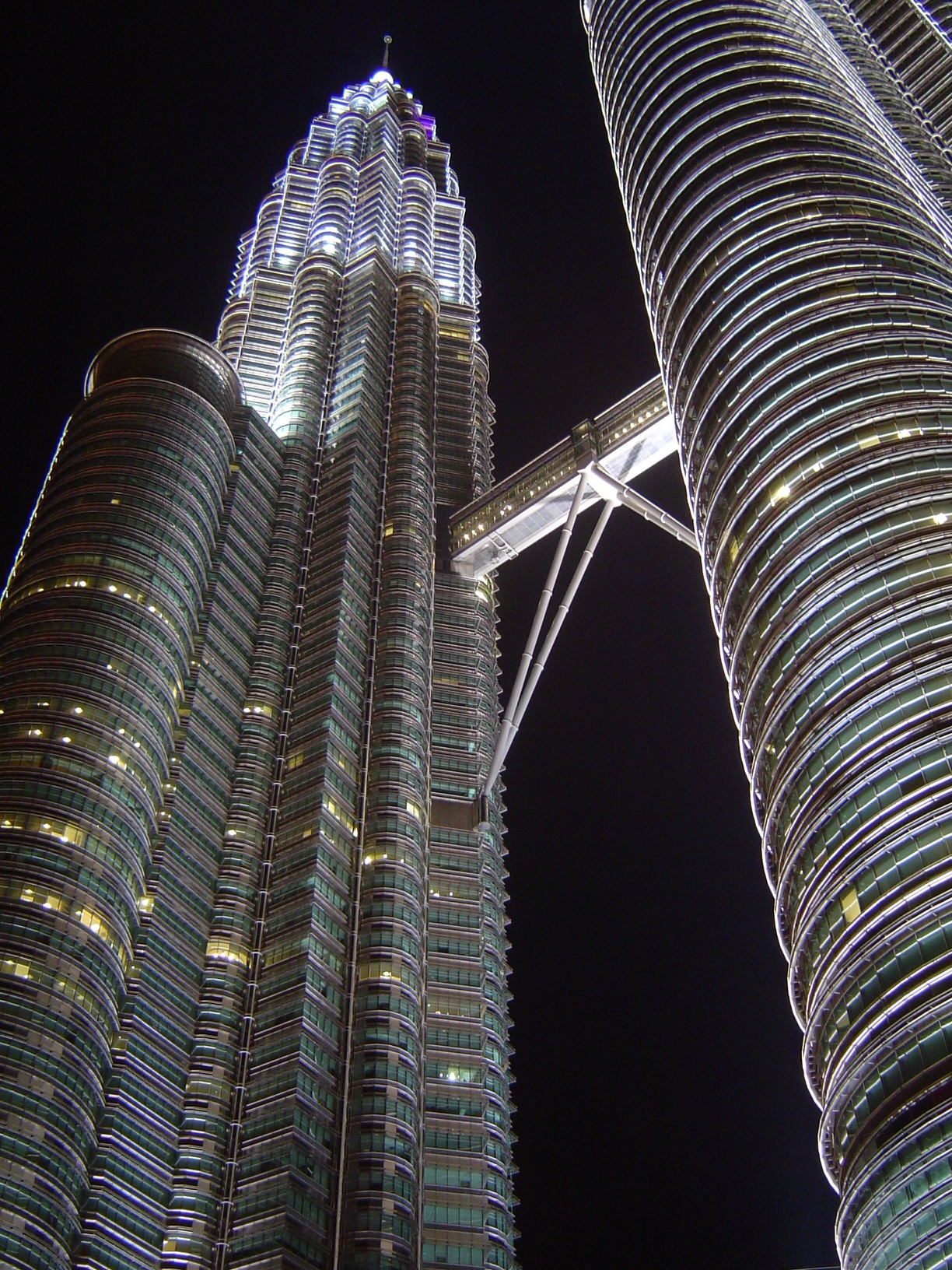
Pasarela dintre turnurile Petronas (Kuala Lumpur, Malaezia)

În arhitectură, o pasarelă este o galerie acoperită sau o punte îngustă care face legătura dintre două clădiri sau două aripi ale aceleiași clădiri la nivelul acelorași etaje.
Mai general, termenul de pasarelă se referă la un podeț construit special pentru accesul pietonilor și/sau cicliștilor.
Numeroase pasarele se găsesc pe aeroporturi și în orașele cu o climă aspră, ca Minneapolis (Minnesota, Statele Unite) sau Calgary (Alberta, Canada). Aceste două orașe dețin cea mai vastă rețea de pasarele din lume.

## Galerie de imagini

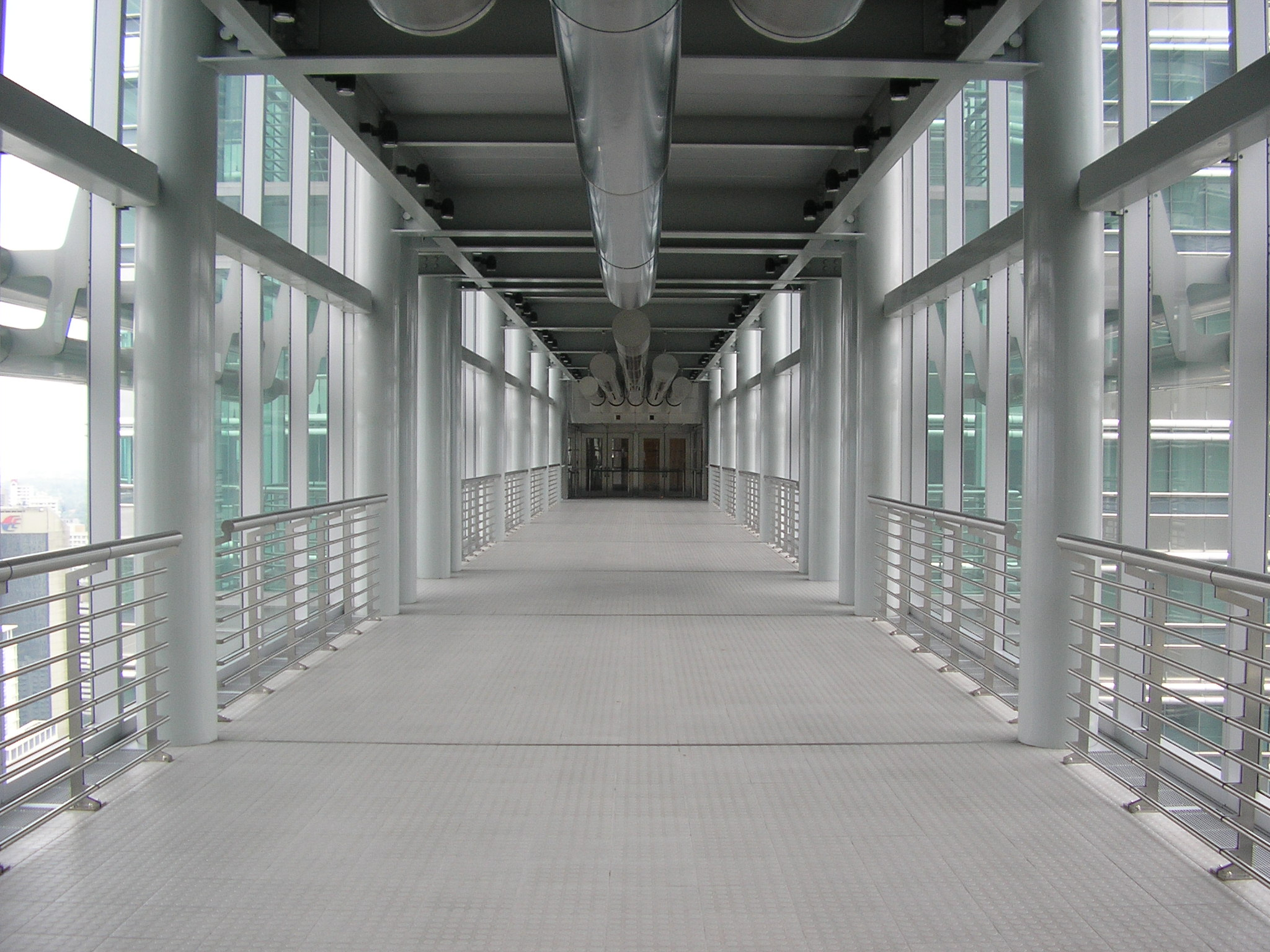
Interiorul unei pasarele
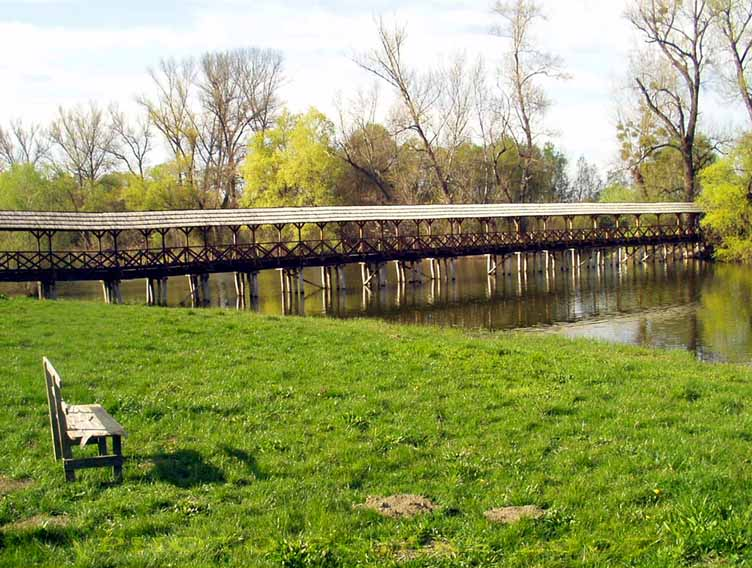
Pasarelă acoperită